# Dekanat płocki zachodni
Dekanat Płocki Zachodni – dekanat powstały w 2003 r. z połączenia dekanatów Płock-Północ i Płock-Staromiejski.
Lista parafii:
| Lp. | Miejscowość / parafia                                 | Czas powstania | Proboszcz / administrator                          | Zdjęcie |
| --- | ----------------------------------------------------- | -------------- | -------------------------------------------------- | ------- |
| 1   | Brwilno (z siedzibą w Maszewie) św. Andrzeja Apostoła | XII w. (?)     | ks. kan. Witold Zembrzuski od 2019                 |         |
| 2   | Płock św. Zygmunta (katedra)                          | 1965           | ks. kan. Stefan Cegłowski od 2013                  |         |
| 3   | Płock św. Bartłomieja                                 | 1356           | ks. kan. dr Jarosław Kamiński od 2021              |         |
| 4   | Płock św. Jadwigi Królowej                            | 1981           | ks. kan. prof. dr hab. Tomasz Białobrzeski od 2022 |         |
| 5   | Płock św. Jana Chrzciciela                            | 1973           | ks. kan. dr Tomasz Brzeziński od 2023              |         |
| 6   | Płock Ducha Świętego                                  | 1995           | ks. kan. mgr Zbigniew Zbrzezny od 1995             |         |
| 7   | Płock św. Maksymiliana Kolbego                        | 1975           | o. Marcin Kowalewski CMF od 2019                   |         |
| 8   | Płock-Radziwie św. Benedykta                          | XI wiek        | ks. kan. Mariusz Oryl od 2017                      |         |
| 9   | Płock-Trzepowo św. Aleksego                           | ok. 1410       | ks. mgr Grzegorz Mazurkiewicz od 2018              |         |
| 10  | Stara Biała św. Jadwigi Śląskiej                      | XII w. (?)     | ks. kan. mgr Zbigniew Kaniecki od 2018             |         |